# Акула велетенська
Акула велетенська (Cetorhinus maximus) — вид акул ряду ламноподібних, єдиний у родині велетенських акул (Cetorhinidae). Друга за розмірами (після китової акули) риба на планеті.

## Розповсюдження
Розповсюджена у холодних та помірно теплих водах Атлантичного та Тихого океанів. Може заходити у Середземне море.

## Будова
Досягає у довжину 10 м (є непідтверджені дані про особин довжиною до 15 м) та ваги до 4 т. Особини менше 3 м трапляються дуже рідко. Хвостовий, спинний та грудні плавці великі. Рило конічне, витягнуте, у молодих особин може провисати вниз та трохи нагадує хобот. Очі невеликі. Рот та зяброві щілини дуже великі. Кожна зяброва дуга несе по передньому краю 1000—1300 рогових зябрових тичинок, що утворюють цідильний апарат. Зуби дрібні (до 5 мм), гострі, розташовані у 4 — 7 рядів та утворюють щось подібне до тертки. Шлунок дуже великий, може вміщувати до 1 м³ їжі. Печінка також велика, її вага може складати до 25 % від маси тіла тварини. Забарвлення від темно-сталевого до чорного на спині, нижня частина тіла світліша.

## Спосіб життя та розмноження
Планктонофаг, живиться пасивно проціджуючи їжу через широко відкритий рот. При цьому акула може проціджувати до 1,5 тис. м³ води за годину. На великих скупченнях планктону можуть утворювати зграї до кількох десятків особин. Здійснюють вертикальні міграції за планктоном, можуть зустрічатися на глибинах до 700 м.
Розмноження велетенської акули вивчено недостатньо. Відомо, що парування проходить у весняний період, після чого самиця тривалий час виношує малюків. Розмножуються скоріш за все шляхом яйцеживородіння.

## Значення
Раніше велетенська акула була об'єктом промислу заради жиру, який видобували з печінки. У наш час внаслідок неконтрольованого промислу популяція цих акул суттєво скоротилася, її стан оцінюється як загрозливий.